# 北海道道1077号稚内猿拂线
北海道道1077号稚内猿拂线（日语：北海道道1077号稚内猿払線）是一条连接北海道稚内市和猿拂村的普通道级道路（北海道道）。2006年（平成18年）4月1日起全线开通，2012年（平成24年）2月20日完成全面道路铺设，开始供全年通行。因其大大缩短了通过宗谷岬的路程，是稚内市到猿拂村之間最短的路线。

## 道路概况
- 起点：北海道稚内市宗谷村下增幌
- 終点：北海道宗谷郡猿拂村知来別（＝国道238号上）
- 总長：21.6千米
- 共线区间：稚内市宗谷村東浦 - 猿拂村知来別（国道238号）

## 经过的自治体
- 宗谷综合振兴局
  - 稚内市
  - 宗谷郡猿拂村

## 主要连接道路
- 稚内市
  - 北海道道889号上猿拂清滨线＝宗谷村上苗太路
  - 国道238号

## 历史
- 1987年10月2日 路線勘定。